# Weense Staatsopera

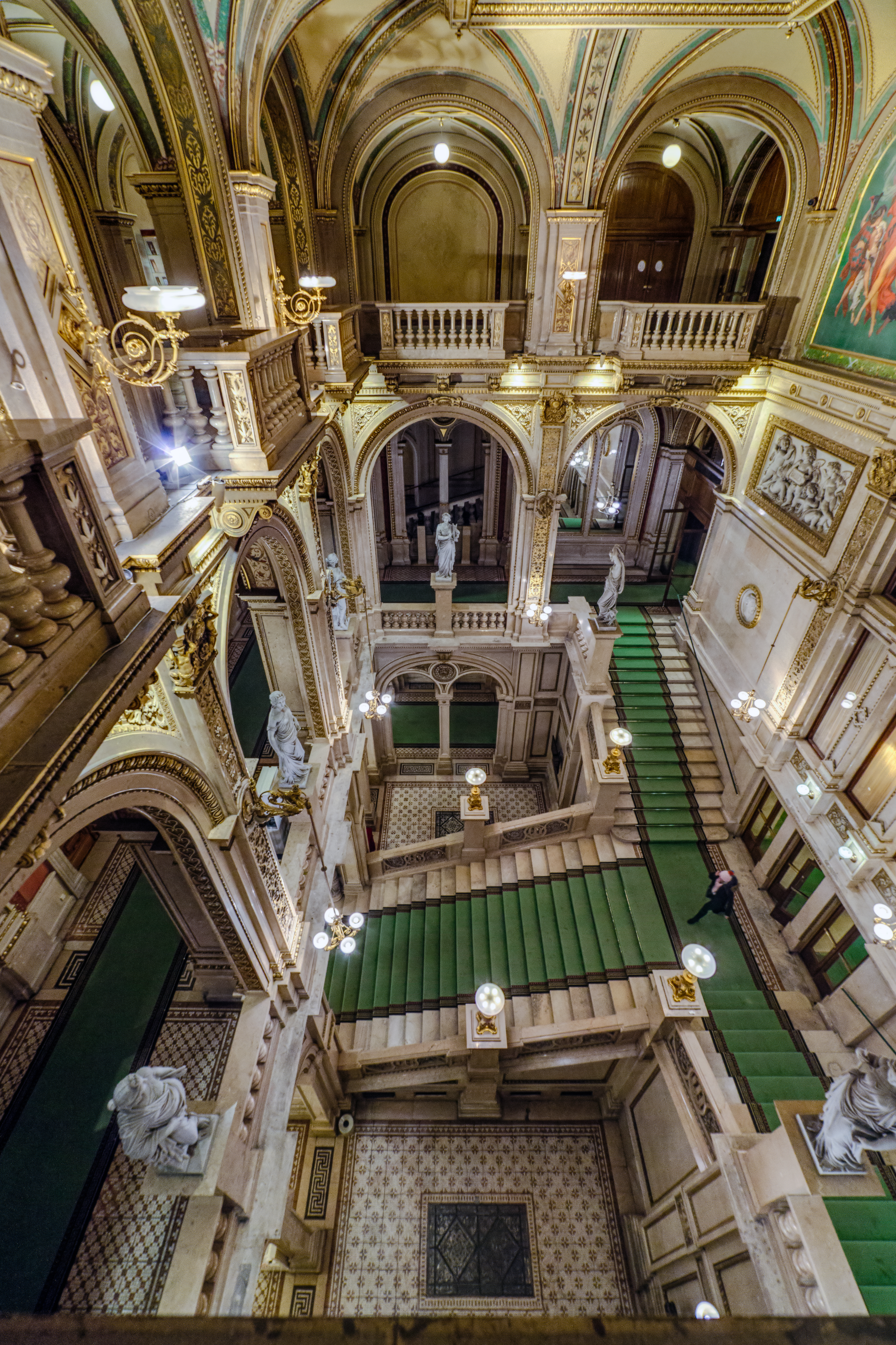
Trappenhal van het operagebouw (2019)

De Weense Staatsopera (Duits: Wiener Staatsoper; voorheen k.k. Hofoper) in Wenen, is het belangrijkste en grootste operahuis van Oostenrijk en wordt gezien als een van de beste ter wereld. Sinds de heropeningspremière in 1955, nadat het gebouw grotendeels was verwoest in de Tweede Wereldoorlog en daarna weer werd herbouwd, staat de opera als symbool van de vrijheid van Oostenrijk en is daardoor een belangrijk monument.

## Geschiedenis
De k.k. Hofoper werd ontworpen (in neorenaissancestijl) door de architecten August Sicard von Sicardsburg en Edward van der Nüll. De bouw begon in 1861 als onderdeel van de nieuwe Ringstraße in Wenen. Het gebouw werd al voor de opening heftig bekritiseerd, doordat het zijn monumentale werking niet liet zien. De oorzaak was dat de Ringstraat één meter hoger kwam te liggen dan gepland, waardoor het gebouw optisch leek te zinken en daardoor de bijnaam 'verzonken schip' kreeg. Door alle kritiek werd Van der Nüll zwaar depressief en pleegde zelfmoord. Ongeveer tien weken later stierf Von Sicardsburg aan tuberculose en zo hebben de beide architecten de opening niet meegemaakt.

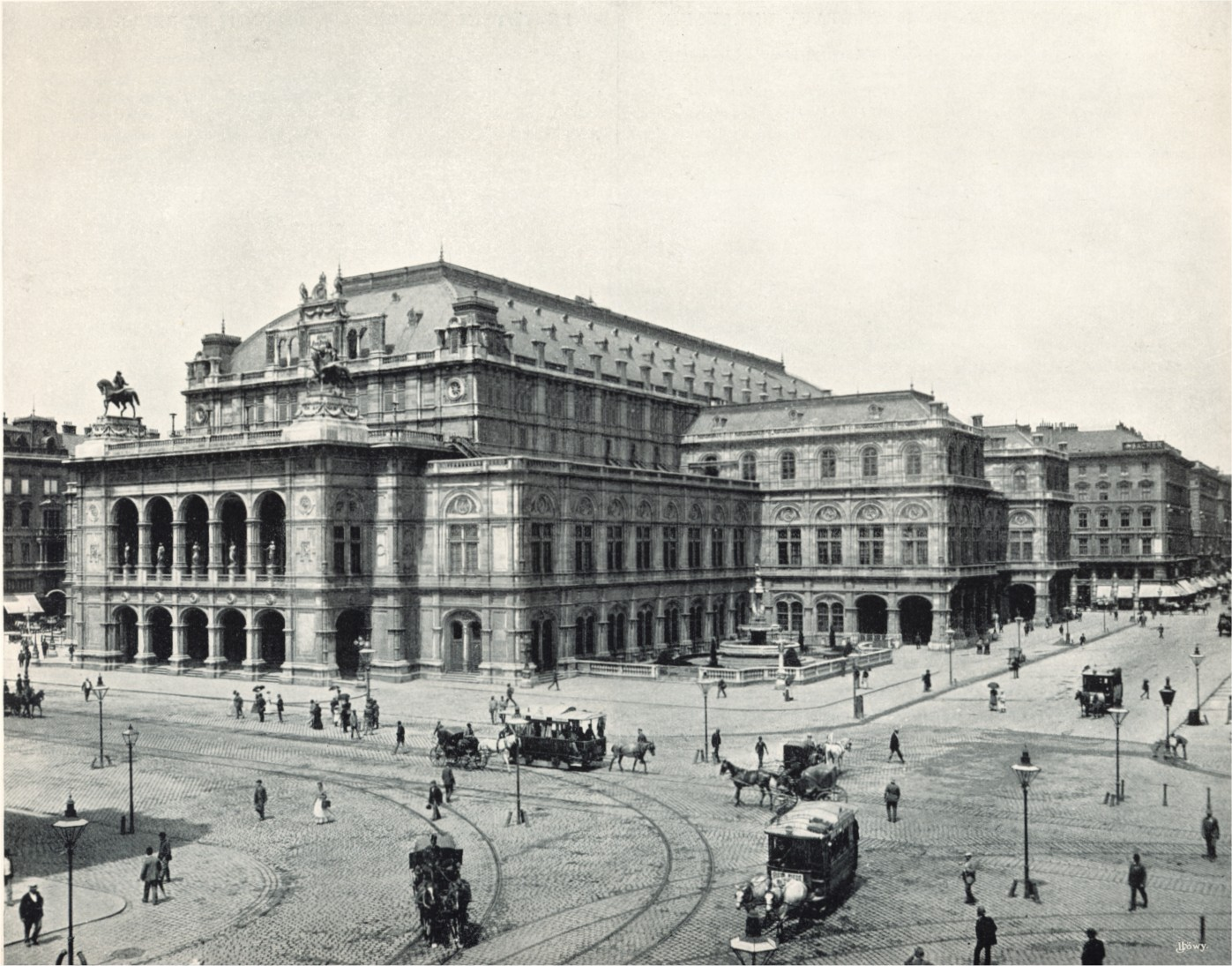
K.K. Hofoper rond 1898

Die opening vond plaats op 25 mei 1869 met de opera Don Giovanni van Mozart. In 1920, na de val van het keizerrijk, werd de k.k. Hofoper hernoemd tot Staatsoper. Op 12 maart 1945 werd de opera door een fout van de Amerikanen, die het gebouw voor iets anders aanzagen, bijna geheel gebombardeerd. Het gebouw bleef overeind, maar de zaal en het toneel brandden volledig af. Na lange discussies om de opera ergens anders te herbouwen of het verwoeste gebouw te herstellen, werd voor het laatste gekozen. Er werd een architectenwedstrijd gehouden, die gewonnen werd door Erich Boltenstern. De zaal werd zo veel mogelijk in oorspronkelijke toestand herbouwd, zij het in de stijl van de jaren vijftig. Voor een optimale akoestiek werd de zaal in hoefijzervorm gebouwd, grotendeels met hout als materiaal. Het aantal zitplaatsen van de parterre werd teruggebracht en het balkon op de vierde rang, waar vroeger zuilen het zicht belemmerden, werd nu door nieuwe technieken open gebouwd. De façade, de hoofdingang, de grote trappen, de Schwindfoyer en de theesalon waren in de brand ongedeerd gebleven en bleven behouden. Op 5 november 1955 werd de heropening feestelijk gevierd met Beethovens Fidelio onder leiding van Karl Böhm. Voor veel Oostenrijkers was niet de officiële ondertekening van het staatsverdrag van 15 mei 1955, maar deze feestelijke première het begin van de nieuwe Tweede Republiek Oostenrijk.

## Het bedrijf

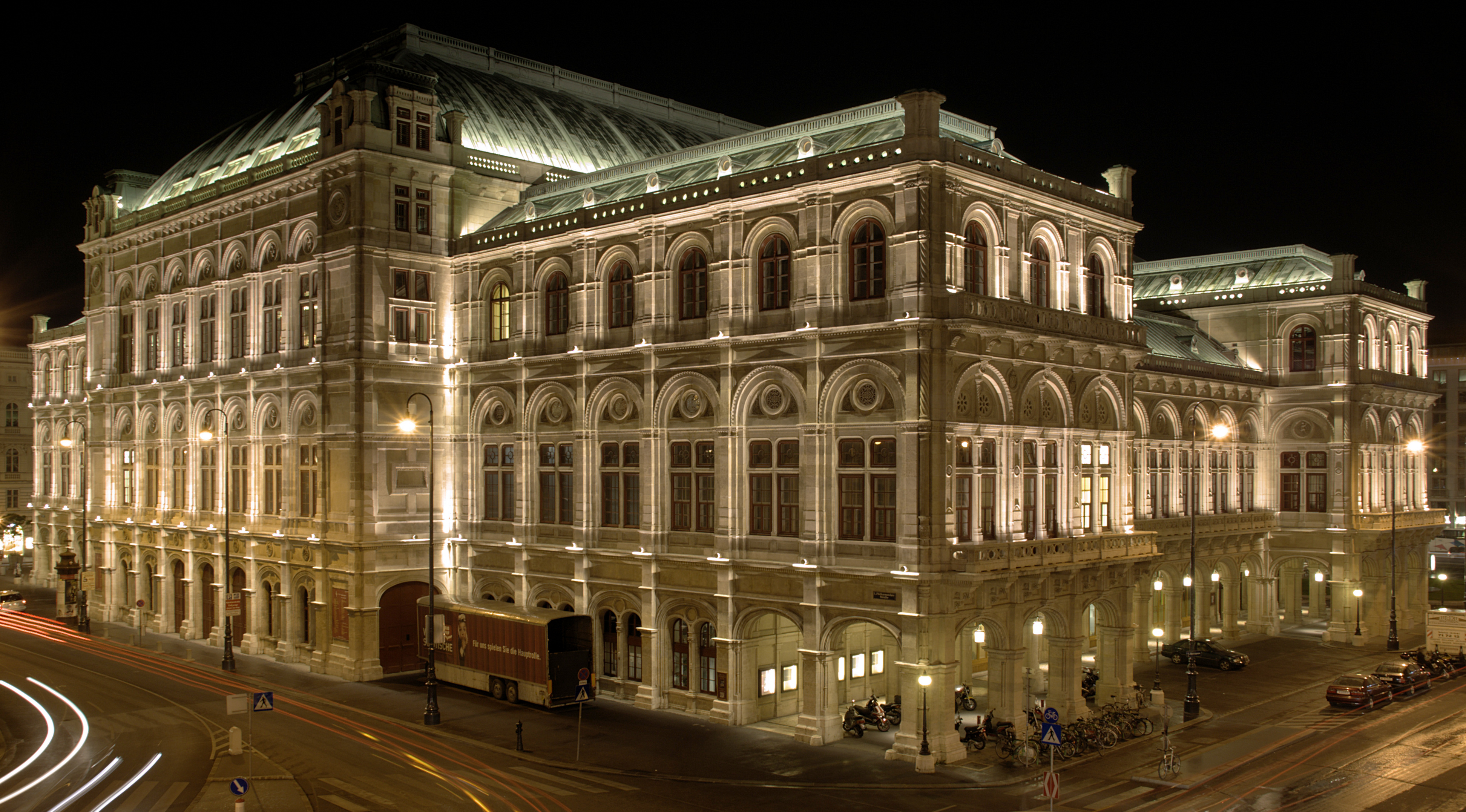
Staatsopera 's avonds gezien vanaf de Albertina

Het speelseizoen loopt van 1 september t/m 30 juni; het bedrijf functioneert als een repertoiretheater. Meer dan zestig verschillende werken worden gespeeld door de opera en het ballet en worden begeleid door het 'orkest van de Wiener Staatsoper' dat weer bestaat uit de 'Wiener Philharmoniker'. Het ballet is sinds 2005 gefuseerd met het ballet van de Volksoper Wien en trad in beide huizen op onder de naam: 'Das Ballett der Wiener Staatsoper und Volksoper' In september 2010 neemt Manuel Legris de compagnie over onder dezelfde structuur en heet vanaf dan ' Wiener Staatsballett' Op het dak staat de kindertent waar verschillende speciale kinderopera's worden uitgevoerd. Elk seizoen vinden er gemiddeld acht opera's en twee balletpremières/wiederaufnahmen plaats. Traditioneel vindt elk jaar op 31 december de operette 'Die Fledermaus' van Johann Strauss jr. plaats met als verrassing in de 2e akte een bekende gastsolist(e) die een aria zingt. Ook verzorgt het bedrijf elk jaar op 1 januari balletuitvoeringen bij een aantal stukken tijdens het Nieuwjaarsconcert van de Wiener Philharmoniker.
De zaal heeft 1709 zitplaatsen, 567 staanplaatsen en 4 rolstoelplaatsen met 4 begeleidersplaatsen. Staanplaatskaarten kunnen overigens alleen 80 minuten voor voorstellingsaanvang aan de avondkassa gekocht worden en hebben geen vast nummer.
De repetities vinden plaats in het operagebouw zelf, de kostuummakerij 'Art for Art' en afdelingen van de administratie zijn ondergebracht in het ernaast gelegen 'Hanuschhof'.
Op verschillende avonden in mei, juni, september en oktober worden opera's en balletten live uitgezonden op een groot videoscherm aan de Herbert-von-Karajan-Platz direct naast de opera.

## Operabal

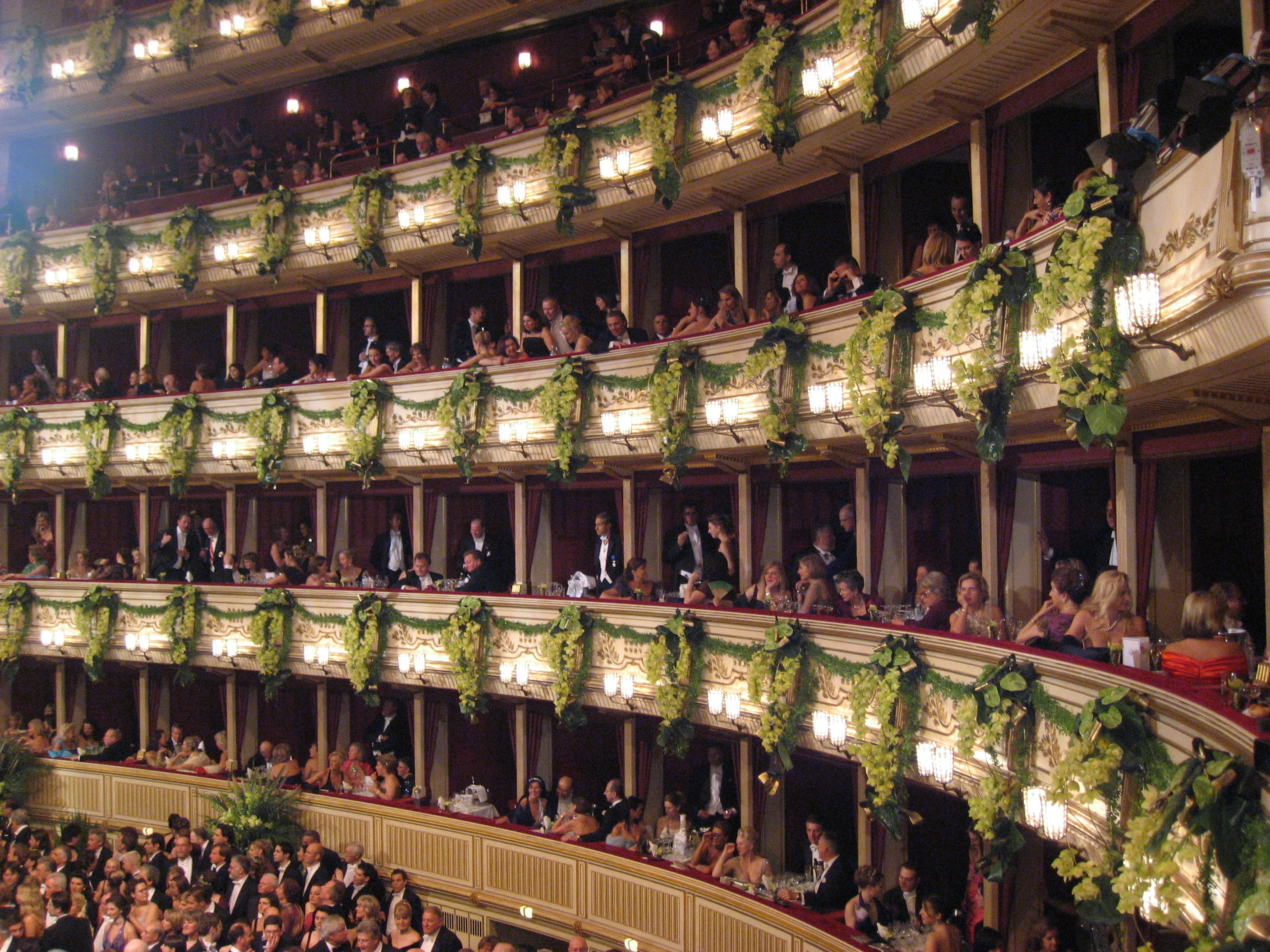
Feestelijke loges tijdens operabal

Elk jaar op de donderdag voor Aswoensdag vindt het internationale bekende operabal plaats, het hoogtepunt van het Weense balseizoen. Dit is ook het officiële bal van de Republiek Oostenrijk, waarbij de bondskanselier en bondspresident aanwezig zijn. Daarnaast bezoeken vaak internationale sterren dit evenement. Meteen na de laatste voorstelling op maandagavond voor het bal beginnen de voorbereidingen. De stoelen worden uit de zaal gehaald, de orkestbak wordt omhoog gehaald en een speciale staalconstructie zorgt ervoor dat de dansvloer op het gelijke niveau van het toneel komt te liggen. Op het toneel worden tijdelijke loges gebouwd die een spiegelbeeld vormen met de zaal en in het hele gebouw worden ca. 15.000 bloemen opgehangen. Tijdens de openingsceremonie maken 120 jonge paren hun entree, zingen solisten aria's uit bekende opera's en danst het ballet een speciaal gemaakte choreografie. Daarna volgt: 'Alles Walzer' en als de paren met de Donauwalzer beginnen is het bal officieel geopend. Traditioneel vinden er die avond buiten voor de opera demonstraties plaats die tegen het elite gezelschap binnen protesteert. Entreekaarten beginnen vanaf €230. Een loge voor die avond kost €17.000. De dag erna is er traditioneel 'de toverfluit voor kinderen' en zaterdagavond is weer de eerste normale voorstelling.

## Directeuren
Grote namen zoals Gustav Mahler en Richard Strauss hebben dit huis geleid. Sinds 2020 leidt Bogdan Roščić de Weense opera. In hetzelfde jaar werd Franz Welser-Möst als muziekdirecteur opgevolgd door Philippe Jordan.
Lijst van directeuren
- Franz von Dingelstedt (1867-1870)
- Johann von Herbeck (1870-1875)
- Franz von Jauner (1875-1880)
- Wilhelm Jahn (1881-1897)
- Gustav Mahler (1897-1907)

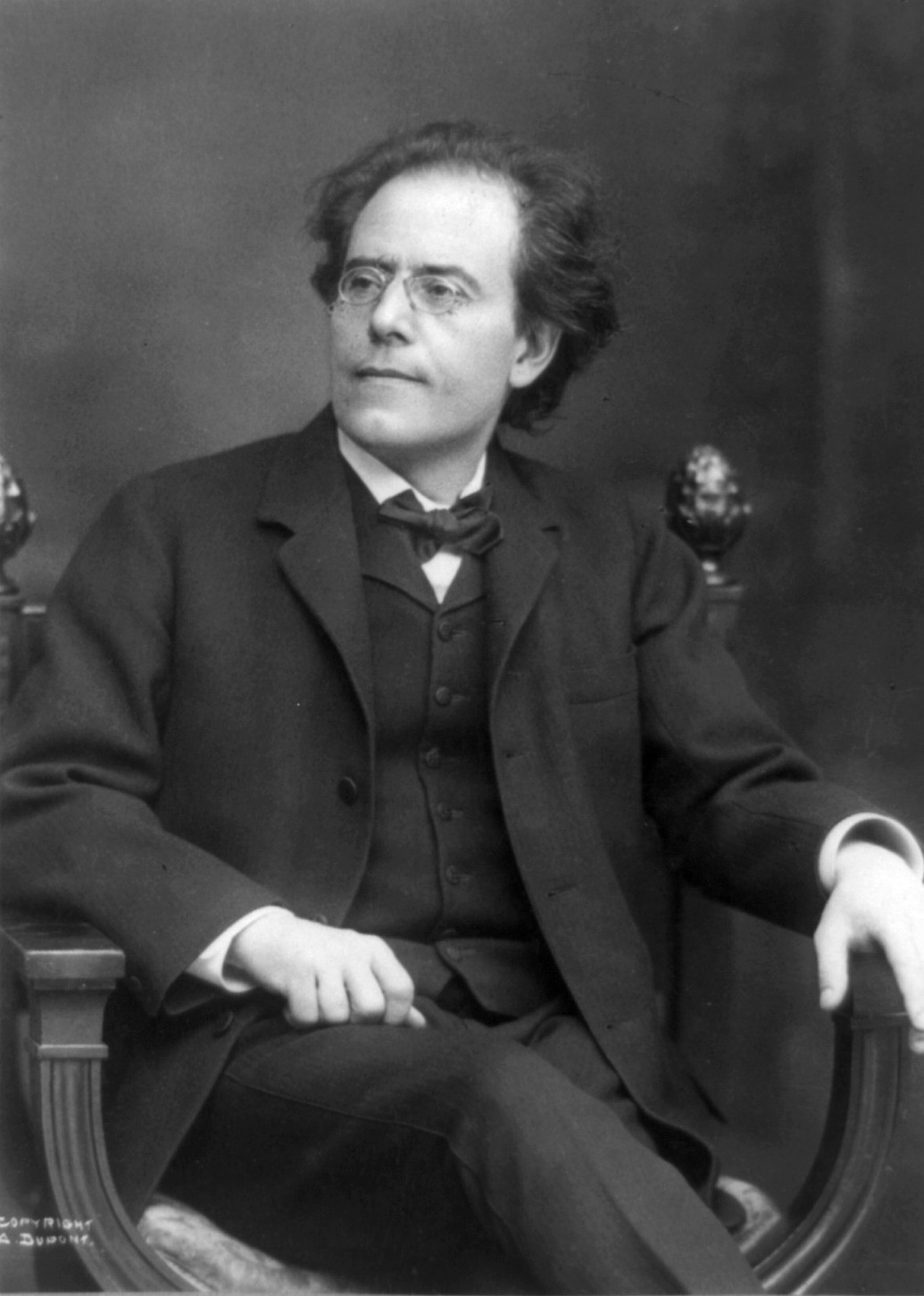
Gustav Mahler

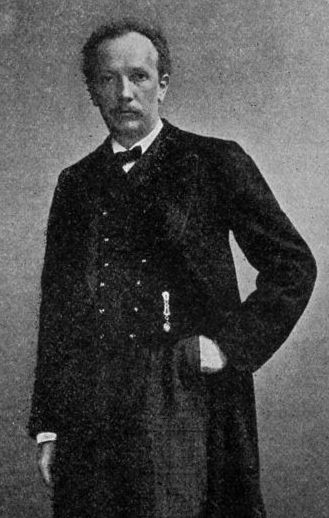
Richard Strauss

- Felix Weingartner (1e directoraat 1908-1911)
- Hans Gregor (1911-1918)
- Richard Strauss / Franz Schalk (1919-1924)
- Franz Schalk (1924-1929)
- Clemens Krauss (1929-1934)
- Felix Weingartner (2e directoraat 1935-1936)
- Erwin Kerber (1936-1940)
- Heinrich Karl Strohm (1940-1941)
- Lothar Müthel (1941-1942)
- Karl Böhm (1e directoraat 1943-1945)
- Franz Salmhofer (1945-1954)
- Karl Böhm (2e directoraat 1954-1956)
- Herbert von Karajan (1956-1964)
- Egon Hilbert (1964-1968)
- Heinrich Reif-Gintl (1968-1972)
- Rudolf Gamsjäger (1972-1976)
- Egon Seefehlner (1e directoraat 1976-1982)
- Lorin Maazel (1982-1984)
- Egon Seefehlner (2e directoraat 1984-1986)
- Claus Helmut Drese (1986-1991)
- Eberhard Waechter (1991-1992)
- Ioan Holender (1992-2010)
- Dominique Meyer (2010-2020)
- Bogdan Roščić (2020-)

Lijst van muziekdirecteuren
- Claudio Abbado (1986-1991)
- Seiji Ozawa (2002-2010)
- Franz Welser-Möst (2010-2014)
- Philippe Jordan (2020-)